# Marans (Charente Marítimo)
 Marans  es una población y comuna francesa, situada en la región de Poitou-Charentes, departamento de Charente Marítimo, en el distrito de La Rochelle y cantón de Marans.

## Demografía
| 3680 | 3833 | 3987 | 4289 | 4170 | 4375 |
| Para los censos de 1962 a 1999 la población legal corresponde a la población sin duplicidades (Fuente: INSEE [Consultar]) |      |      |      |      |      |